# مطار ونشان يانشان
مطار ونشان يانشان (بالصينية: 文山普者黑机场) (إياتا: WNH) مطار عام يقع بمدينة ونشان في يونان في الصين. يبلغ طول المدرج 2400 م ويرتفع عن سطح البحر 1590 م.  يقع على بعد 6 كم من وسط مقاطعة يانشان و 25 كم من مدينة ونشان.

## شركات الطيران والوجهات
| شركـات طيـران          | الوجهات                                                     |
| ---------------------- | ----------------------------------------------------------- |
| طيران الصين اكسبرس     | مطار تشونغتشينغ جيانغبى الدولي، مطار كونمينغ جانغشوي الدولي |
| خطوط جنوب الصين الجوية | مطار قوانغتشو باييون الدولي، مطار كونمينغ جانغشوي الدولي    |
| طيران لونج             | مطار هانغتشو شياوشان الدولي                                 |
| خطوط سيتشوان الجوية    | مطار تشنغدو تيانفو الدولي                                   |

## وصلات خارجية
- http://www.flightstats.com/go/Airport/airportDetails.do?airportCode=WNH